# Harrison Roches
Harrison Dwith „Cafu” Roches (ur. 29 listopada 1983 w Hopkins) – belizeński piłkarz występujący na pozycji pomocnika, obecnie zawodnik honduraskiego CD Necaxa.

## Kariera klubowa
Róches rozpoczynał swoją karierę w zespole Acros Brown Bombers, z którego latem 2004 przeniósł się do Boca FC. W późniejszym czasie reprezentował także barwy New Site Erei, gdzie wywalczył mistrzostwo Belize w sezonie 2005/2006. Inne kluby w ojczyźnie, w których występował, to Valley Pride i Wagiya FC, jednak z żadnym z nich nie odniósł większych sukcesów. W lipcu 2007 przeniósł się do honduraskiego Deportes Savio, którego podstawowym zawodnikiem był przez następne dwa lata. W 2009 roku podpisał umowę z bardziej utytułowanym CD Platense, gdzie spędził rok, po czym został graczem CD Necaxa, także z ligi honduraskiej.

## Kariera reprezentacyjna
W seniorskiej reprezentacji Belize Róches zadebiutował 16 czerwca 2004 w przegranym 0:4 spotkaniu z Kanadą, w ramach eliminacji do Mistrzostw Świata 2006, na które jego drużyna się ostatecznie nie zakwalifikowała. Premierowego gola w kadrze narodowej strzelił 6 lutego 2008 w wygranej 3:1 konfrontacji z Saint Kitts i Nevis, wchodzącej w skład eliminacji do Mistrzostw Świata 2010, jednak jego zespół ponownie nie zdołał awansować na mundial. Z podobnym skutkiem zakończyły się dla Belizeńczyków kwalifikacje do Mistrzostw Świata 2014, podczas których Róches wpisywał się na listę strzelców w wygranym 5:2 meczu z Montserratem i wygranym 3:0 pojedynku z Grenadą.